# Trilladora
Una trilladora o máquina trilladora es una máquina agrícola que separa el grano de trigo y otros cereales de la paja, elimina ésta y limpia el grano mediante zarandas o cribas. Reúne, en una sola máquina, tres tareas que desde la antigüedad se realizaban separadamente: la trilla, la aventada y la limpieza de los granos.

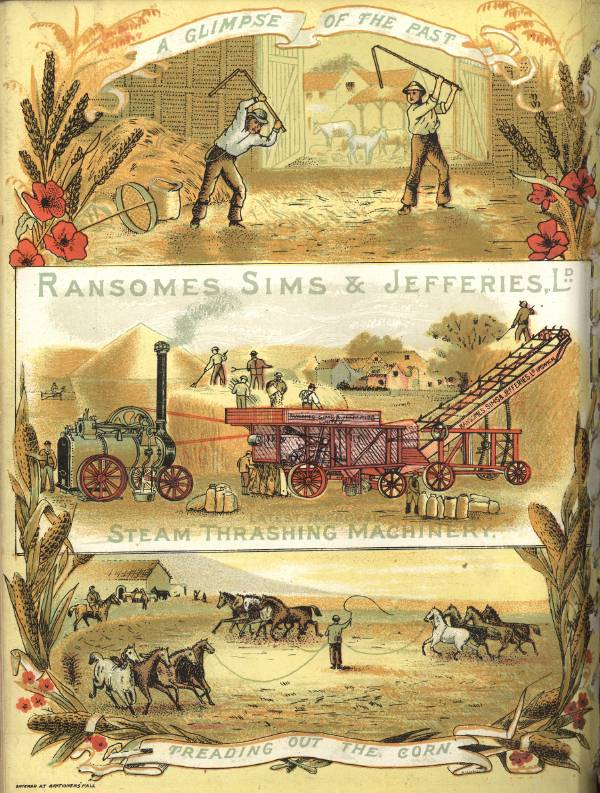
Arriba: trilla con mayal. Centro: trilladora. Abajo: trilla por pisoteo de caballo. Publicidad de Ransomes, Sims & Jefferies c.1885

Antes de su mecanización había tres formas principales distintas de trillar los cereales: manualmente golpeando las gavillas con el mayal, mediante el pisoteo de las gavillas en la era con bueyes o caballos, o arrastrando un trillo tirado por caballos o mulas sobre las gavillas. Separado el grano de la paja era necesario eliminar ésta, lo que se hacía mediante la aventada, arrojando el material trillado al aire con palas especiales u horquillas, en un día ventoso. El viento se llevaba la paja quedando el grano en la era. También llegaron a fabricarse aventadoras de accionamiento manual que hacían esta tarea. Finalmente, de ser necesario, se cribaba o zarandeaba el grano para quitar las impurezas restantes.
A partir de mediados del siglo XVIII se trató de mecanizar estas tareas. Fue Andrew Meickle (1719-1811), un mecánico escocés, quién logró la primera trilladora que funcionó correctamente en la práctica en 1786. La máquina trillaba batiendo las gavillas entre un cilindro giratorio y un cóncavo enterizo fijo, o sea trabajando por impacto. Ventiladores y zarandas aventaban y limpiaban los granos. Impulsada por cuatro caballos, la trilladora de Meickle podía trillar alrededor de 0,7 toneladas de trigo por hora. Después de patentar su invento, comenzó a fabricar trilladoras a partir de 1789.
A comienzos del siglo XIX se van perfeccionando las trilladoras pasando a cóncavos abiertos o sea como parrillas. Hasta mediados de ese siglo, eran impulsadas por caballos girando en un malacate. Cuando comenzaron a difundirse los motores a vapor éstos reemplazaron con ventaja a los caballos, permitiendo trilladoras de mayor capacidad de trabajo. El motor a vapor fue especialmente ventajoso cuando sus hogares se adaptaron a quemar paja, un subproducto de la trilla, en lugar de carbón o leña.

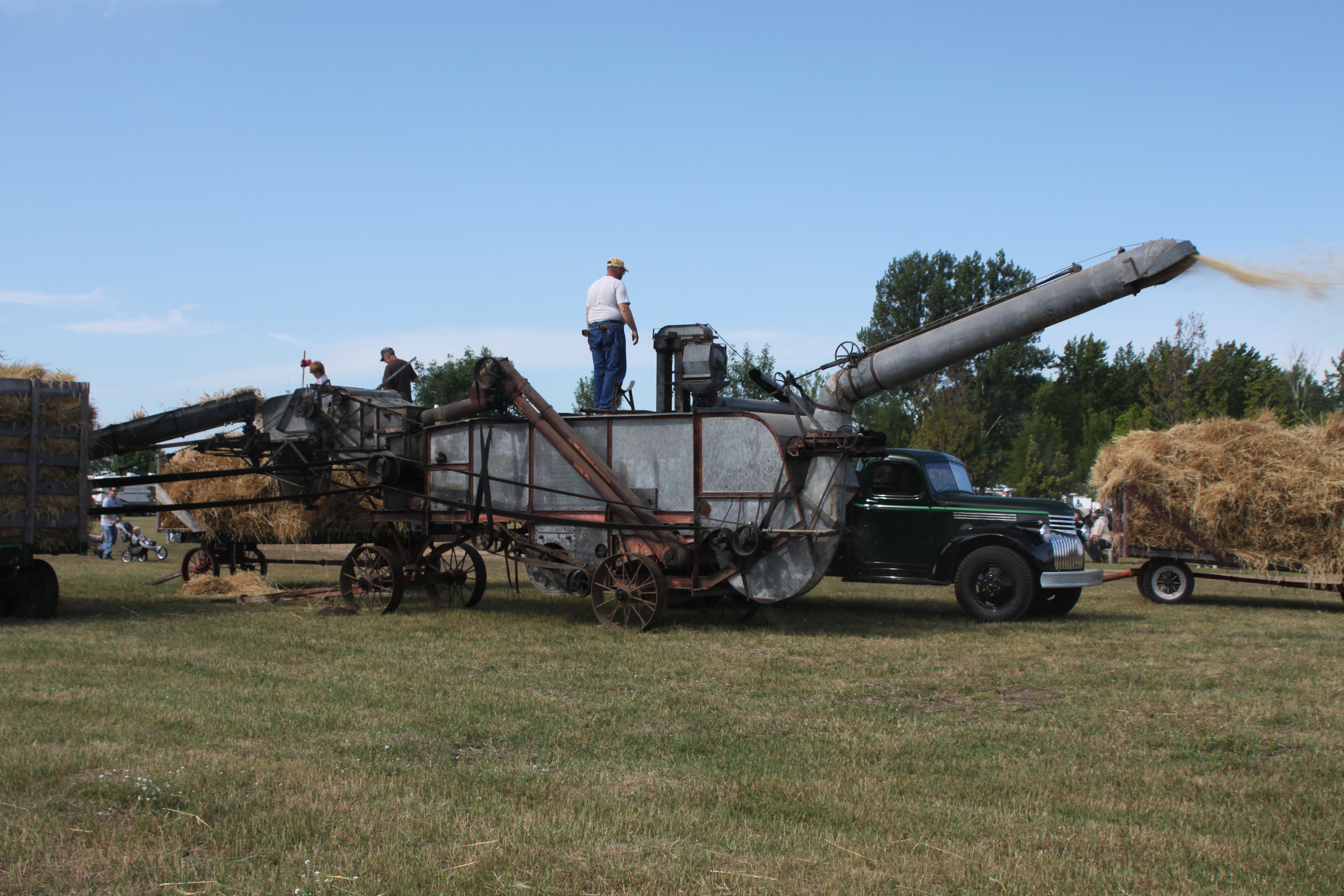
Trilladora de la primera mitad del.

Durante el siglo XIX Gran Bretaña fue líder en la fabricación de trilladoras, liderazgo que en el siglo siguiente fue pasando gradualmente a Estados Unidos. Dado que un equipo de trilla (locomóvil y trilladora) requería una inversión importante, era usual su propiedad por contratistas que iban de explotación a explotación a trillar.
La capacidad de trabajo de las trilladoras fue aumentando con el tiempo, llegando a principios del siglo XX a unas 2 toneladas de trigo por hora con una dotación de unos 25 hombres. En trabajo humano esto equivale de pasar de unas 50 horas-hombre por tonelada trillando con mayal (y unas 40 con pisoteo de caballos o bueyes) a unas 12 horas-hombre.

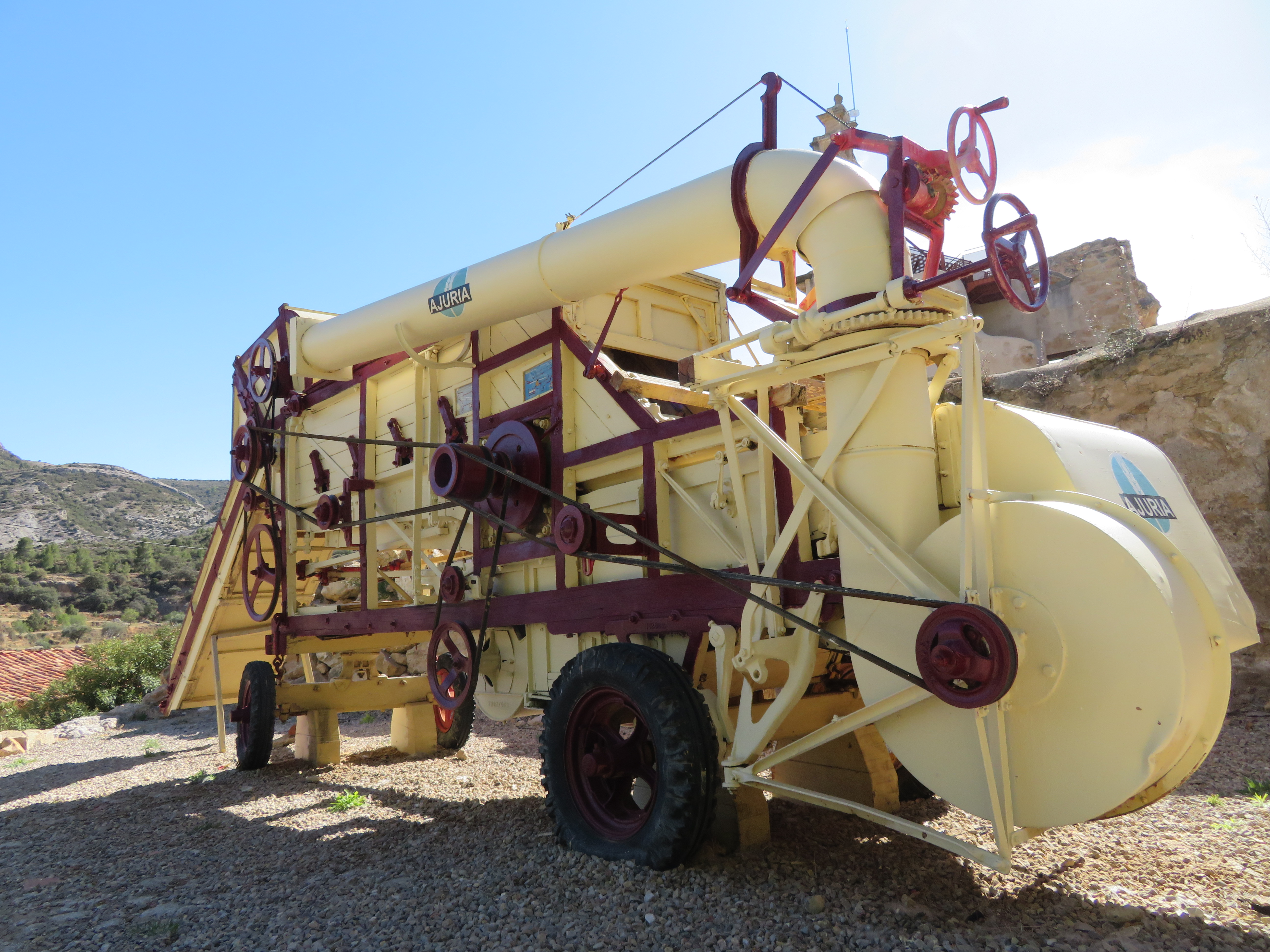
Trilladora Ajuria, de la localidad Las Cuevas de Cañart (Teruel).

Una nueva tecnología comenzó a difundirse a partir de la década de 1920: así como la trilladora reunió en una sola máquina trilla, aventada y limpieza, la cosechadora reemplazó la segadora y la trilladora. A partir de mediados del siglo XX la trilladora pasó a ser un recuerdo del pasado.